# Wray 17-96
Wray 17-96是一颗位于天蝎座的高光度蓝变星，距离地球15,000光年（4,600秒差距）。和其他高光度蓝变星一样，Wray 17-96的亮度很亮，为1,800,000太阳亮度，绝对星等−10.9等，是目前已知光度最亮的恒星之一。Wray 17-96有一个气体壳，之前曾经一度被认为是行星状星云。